# Меркловский сельсовет
Меркловский сельсовет — упразднённая административно-территориальная единица, существовавшая на территории Московской губернии и Московской области до 1939 года.
Меркловский сельсовет возник в первые годы советской власти. По данным 1922 года он находился в составе Серединской волости Волоколамского уезда Московской губернии.
По данным 1926 года в состав сельсовета входил 1 населённый пункт — Мерклово.
В 1929 году Меркловский с/с был отнесён к Шаховскому району Московского округа Московской области.
17 июля 1939 года Меркловский с/с был упразднён, а его территория передана в Серединский с/с.